# 勐桥乡
勐桥乡，是中华人民共和国云南省红河哈尼族彝族自治州金平苗族瑶族傣族自治县下辖的一个乡镇级行政单位。

## 行政区划
勐桥乡下辖以下地区：
桥头村、勐坪村、新寨村、骂卡村、卡房村和红桥村。

## 考古发现
金平龙脖河遗址位于勐桥乡卡房村委龙脖河红河交汇的三角地带，2004年由云南省文物考古研究所在进行新街-河口公路考古时发现，十多年来仍持续不断在该区域进行考古调勘。截止至2018年底，发现与冶炼相关的冶炼点10个、古矿洞点1个、铜器出土点1个（疑似为墓地）。冶炼点从红河谷底到石家寨整个山梁均有分布。从遗址发现的古矿洞、铜矿石、窑炉、炼渣、陶、石、范，可以认为龙脖河遗址功能，集开采、冶炼、铸造为一体的春秋晚期至战国早期的矿冶遗址群。